# Severní Dvina
Severní Dvina (rusky Северная Двина) je řeka na severu evropské části Ruska, která protéká přes Vologdskou a Archangelskou oblast. Od soutoku zdrojnic je 744 km dlouhá. Povodí má rozlohu 357 000 km².

## Průběh toku
Vzniká soutokem Jugu a Suchony a až k ústí Vyčegdy je nazývaná Malá Severní Dvina. Pod tímto soutokem se její vodnost více než zdvojnásobuje. Až k ústí Vagy teče v široké v dolině s příkrými až sráznými břehy. Překonává mnohé peřeje a v korytě se vyskytuje množství mělčin a ostrovů. Níže se dolina prudce zužuje a její svahy jsou prudké a tvořené vápenci. Pod ústím Piněgy se řeka rozděluje na ramena, která se opět spojují u Archangelsku. Pod ním pak začíná delta o rozloze přibližně 900 km². Její největší ramena jsou Nikolskij, Korabelnyj, Kuzněčicha, Majmaksa (nejhlubší), Murmanskij. Ústí do Dvinské zátoky Bílého moře.

### Přítoky
- zleva – Vaga
- zprava – Vyčegda, Piněga, Jerga

## Vodní režim
Zdroj vody je smíšený s převahou sněhového. Průměrný roční průtok vody v místě soutoku zdrojnic činí 770 m³/s a v ústí 3490 m³/s. Nejvyššího rozsahu kolísání hladiny, až 14 m, dosahuje mezi ústími Vagy a Piněgy, k jejímuž ústí až dosahuje vliv přílivu. Ledová pokrývka je na řece od října až listopadu do začátku dubna až začátku května. Taní spojené s plovoucími krami je prudké a často vznikají ledové zátarasy.

## Využití
Přes Severodvinský kanál (Suchona, Kubenské jezero, Čekana) je řeka spojena s Volhou a tedy i Volžsko-baltskou vodní cestou a přes Piněgu a vodní kanál Kulojje spojena s řekou Kuloj. Vodní doprava je možná po celé délce toku po dobu 160 až 190 dní v roce, přičemž hlavní dopravovanou surovinou je dřevo. Větší města a přístavy, jimiž protéká, jsou Velikij Usťug, Krasavino, Kotlas, Krasnoborsk, Privodino, Čerevkovo, Verchňaja Tojma, Cholmogory, Archangelsk. V řece se vyskytuje přibližně třicet druhů ryb (jeseter malý, nelma obecná, síh malý, síh pyžjan, cejn velký).